# Michaël Barreto
Pour les articles homonymes, voir Barreto.
Michaël Barreto, né le 18 janvier 1991 à Paris, est un footballeur français. Il évolue au poste de milieu offensif à l'AC Ajaccio.

## Carrière
Né le 18 janvier 1991 à Paris, il évolue à Torcy avant de rejoindre l’ESTAC en jeunes pour poursuivre sa formation. C’est avec le club troyen que Michaël Barreto fait ses débuts sur les pelouses de National et de Ligue 2. L’ESTAC le prête pour parfaire sa formation. Il passe par Fréjus-Saint-Raphaël, Cannes ou encore Avranches, lors de la saison 2014-2015, avec qui il se révèle. En 27 matchs de championnat, il inscrit 7 buts, délivre 5 passes décisives et tape dans l’œil de l’US Orléans. 
Michaël Barreto rejoint l’USO la saison suivante (2015-2016). Il dispute 33 matchs et marque à 5 reprises. L’USO est promu en Ligue 2 avant d’obtenir son maintien en fin de saison. Après cette excellente saison 2016-2017 à l'US Orléans, il est élu meilleur joueur de l'équipe par les supporters du club. 
Il s'engage ensuite quatre ans avec le club de football de Ligue 2 : l'AJ Auxerre lors du mercato estival 2017-2018. Fin juin 2017, il se blesse gravement à la cheville lors du stage de préparation de l'AJ Auxerre au Touquet. Son indisponibilité est annoncée de l'ordre de 4 à 5 mois selon son entraineur Francis Gillot. Il fera son retour sur les terrains le 6 janvier 2018 à l'issue du 32ème de Finale de la Coupe de France entre l'AJ Auxerre et le SC Schiltigheim, où il ouvrira le score à la 51e minute.
Le 16 mars 2018, lors de la 30e journée de Ligue 2 face à Quevilly-Rouen, il est exclu à la 81e minute pour une bagarre avec son coéquipier Pierre-Yves Polomat. À la suite de ce geste, il est mis à pied à titre conservatoire pour une période de 8 jours. Le 31 mars 2018, l'AJ Auxerre annonce la sanction : il est mis à pied sans salaire pendant 15 jours et retrouvera le groupe professionnel début mai. Le club décide également, en commun accord avec Michaël Barreto, de lui faire effectuer des actions sociales auprès de jeunes footballeurs de la région. Le salaire qu'il devait percevoir pendant sa mise à pied est reversé à trois associations locales.

## Statistiques
| Saison                | Club                            | Championnat           | Championnat | Championnat | Coupe nationale | Coupe nationale | Coupe de la Ligue | Coupe de la Ligue | Total | Total |
| Saison                | Club                            | Division              | M.          | B.          | M.              | B.              | M.                | B.                | M.    | B.    |
| 2009-2010             | ES Troyes AC                    | National              | 1           | 0           | 1               | 0               | -                 | -                 | 2     | 0     |
| 2010-2011             | ES Troyes AC                    | Ligue 2               | 2           | 0           | -               | -               | -                 | -                 | 2     | 0     |
| 2011-2012             | ES Troyes AC                    | Ligue 2               | 7           | 0           | 1               | 0               | -                 | -                 | 8     | 0     |
| 2012-2013             | ÉFC Fréjus Saint-Raphaël (prêt) | National              | 14          | 1           | -               | -               | -                 | -                 | 14    | 1     |
| 2012-2013             | AS Cannes (prêt)                | CFA                   | 16          | 0           | -               | -               | -                 | -                 | 16    | 0     |
| 2013-2014             | ES Troyes AC                    | Ligue 2               | 3           | 0           | -               | -               | -                 | -                 | 3     | 0     |
| 2014-2015             | ES Troyes AC                    | Ligue 2               | 1           | 0           | -               | -               | 1                 | 0                 | 2     | 0     |
| 2014-2015             | US Avranches (prêt)             | National              | 27          | 7           | 5               | 0               | -                 | -                 | 32    | 7     |
| Sous-total            | Sous-total                      | Sous-total            | 71          | 8           | 7               | 0               | 1                 | 0                 | 79    | 8     |
| 2015-2016             | US Orléans                      | National              | 30          | 5           | 3               | 0               | 1                 | 0                 | 34    | 5     |
| 2016-2017             | US Orléans                      | Ligue 2               | 37+2        | 4+0         | 1               | 0               | 2                 | 0                 | 42    | 4     |
| Sous-total            | Sous-total                      | Sous-total            | 69          | 9           | 4               | 0               | 3                 | 0                 | 76    | 9     |
| 2017-2018             | AJ Auxerre                      | Ligue 2               | 9           | 2           | 1               | 1               | 0                 | 0                 | 10    | 3     |
| 2018-2019             | AJ Auxerre                      | Ligue 2               | 17          | 1           | 1               | 0               | 1                 | 0                 | 19    | 1     |
| 2019-2020             | AJ Auxerre                      | Ligue 2               | 25          | 0           | 2               | 0               | 0                 | 0                 | 27    | 0     |
| Sous-total            | Sous-total                      | Sous-total            | 51          | 3           | 4               | 1               | 1                 | 0                 | 56    | 4     |
| Total sur la carrière | Total sur la carrière           | Total sur la carrière | 191         | 20          | 15              | 1               | 5                 | 0                 | 211   | 21    |

## Palmarès
- 5e meilleur passeur de Ligue 2 en 2019-2020 avec 7 passes décisives.